# M26 퍼싱
M26 퍼싱은 미국이 개발한 중전차/중형전차다. 퍼싱이라는 이름은 제1차 세계 대전 당시 미국 해외원정군을 지휘한 존 J. 퍼싱의 이름을 따온 것이다. 제2차 세계 대전 말기 유럽 전구와 한국 전쟁에서 광범위하게 사용되었다. M4 셔먼을 대체할 목적으로 개발이 되었지만, M26 퍼싱은 오랜 기간의 개발을 거쳤기 때문에 일부 전차들만이 유럽에서 전투를 치렀다. 대표적인 사례가 제9기갑사단이 레마겐 전투에서 루덴도르프 다리를 차지하기 위해 사용한 것이다. 화력, 기동성, 방호력을 기준으로 미국 역사학자 R. P. 허니커트는 퍼싱을 판터 전차보다는 성능이 떨어지지만 티거 1 전차보다는 성능이 우수하다고 평가했다. 한국 전쟁 당시 M26 퍼싱은 T-34-85보다 화력과 방호력이 더 우수함이 입증되었지만, 산악 지형과 진흙으로 인해 기동에 어려움을 겪었다. 1951년 험지 주파력을 높이기 위해 더욱 강력한 엔진과 더 나은 서스펜션을 탑재한 성능이 더욱 개선된 M46 패튼의 등장으로 퇴역했다. M26의 계열은 M47 패튼으로 이어졌고, 이후 M48 패튼과 M60 패튼에 영향을 주게 된다.

## 설계
미국은 제2차 세계 대전에 M4 셔먼을 주력 전차로 사용되고 있었는데, 튀니지 전투, 이탈리아 전역에서 독일의 신형 중전차인 티거 전차를 전면 교전이 불가능하다고 판단되었다. M4 셔먼은 주목적은 보병지원이었고, 중전차는 가볍고 강력한 화력을 지닌 M10, M18 같은 구축전차를 사용하였다. 그래서 당시 미국 중전차의 모델은 주로 보병지원 전차 밖에 없었다. 당시 프로토타입인 90mm 대전차포를 탑재한 T26, 장갑강화형인 T26E1을 1944년 5월에는 총 40량이 유럽 전선에 배치되었으나 대량생산을 하지 못하는 상황이었다.
당시 타이거 전차의 위험을 알고있었던 데봐즈 중장은 유럽 반공 작전 개시까지 “장갑도 화력에서도 경쟁할 수 있는 중전차로써의 T26E1(M26 퍼싱)을 양산, M4 셔먼 전차 5량당 1량의 퍼싱을 배치해야 된다”고 주장을 하고있었다. 1944년 프랑스에서는 M4 셔먼 전차의 승무원 사망률이 32%나 되었고, 타이거 전차나 적의 대전차 무기에 의한 M4 셔먼의 손실이 심각한 수준이었다.

## 2차대전에서 투입

### 유럽
1944년 12월 독일의 마지막 역습인 벌지 전투때 티거 2 전차가 M4 셔먼 전차들을 일격에 격파해 나갔다. 이로인해 전차병들 사이에서 타이거 전차 공포증이 만연하였다. 결국 1945년 1월 앤트워프 항구에 M26이 전선에 투입되었다. 미군은 전선에서 많지는 않지만 오랜 전쟁으로 약화된 독일의 타이거 전차와 판터 전차를 격파하였다. 1945년 3월 6일 퀄른에서는 M26 퍼싱이 여러대의 판터 전차와 티거 전차를 격파시켰으나 쾰른 북쪽의 닐(Niehl)에서 매복해 있던 나스호른의 88mm(L/71)포를 맞고 격파되기도 했다.

### 오키나와 전투
한편 오키나와에서는 M4 셔먼의 손실이 커지자 1945년 5월부터 M26 퍼싱을 투입해 사용하려고 했으나 5월 31일에 본토에서 수송선에 적재하여 8월 4일까지 배에서 내리지 못하여 실전기록은 없고 유일하게 모습을 보인것은 9월 7일에 류큐제도의 일본군 항복식때 도열된 수준이었다고 한다.

## 한국전쟁에서 투입

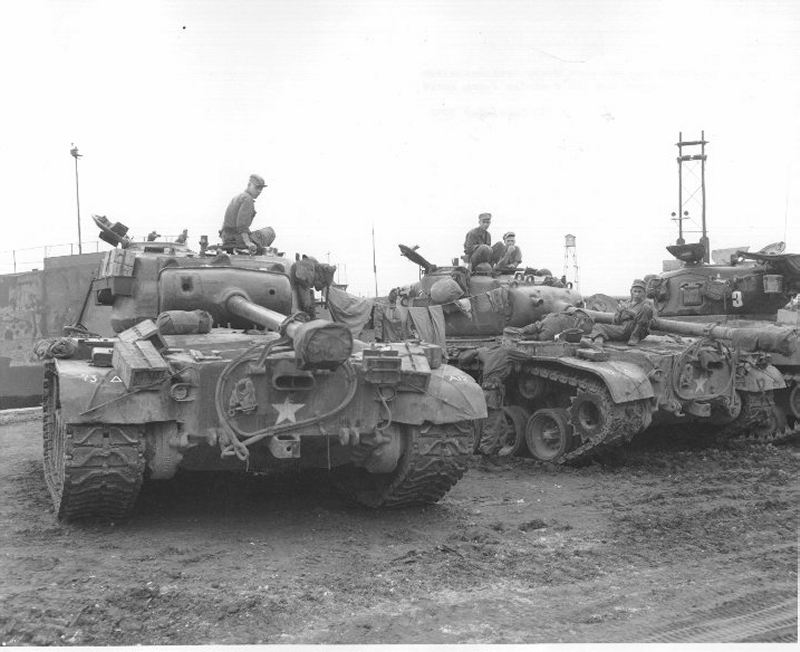
부산에 상륙한 M26 퍼싱

한국전쟁이 시작되자 처음 미군은 일본 주둔 미군이 사용하고 있었던 경전차 M24 채피를 투입했으나, 소련에게 원조받은 중형전차 T-34/85에 의해 다수가 격파되었다. 이에 미군은 자국 병기창에 있는 M26A1을 급히 한국으로 투입했다. 1950년 7월 부산에 도착한 M26A1은 급히 낙동강 전선에 투입되었다. 당시 M26A1는 북한군의 T-34/85보다 성능이 뛰어나서 미군의 공격에 앞장을 섰다. 하지만 1950년 12월 중공군의 육탄공격으로 인해 미 해병 1사단과 보병2사단의 M26A1들은 괴멸적 타격을 입었다.
한국전쟁 이후 M26은 M48 패튼로 대체되었다.

## 전후
제 2차 세계 대전의 종결 후, 독일을 점령했던 미 육군 부대는 난민 유입과 암시장을 통제하기 위해 창설된 경찰대로 전환되었다. 전투 부대는 경량 엔진 기갑부대로 전환되어 미국 점령지 전역에 배치되었다. 1947년 여름에 이 부대는 넓게 분산되어 있는 경찰 지구대를 도와주기 위해 예비 전투 부대 역할을 하였다. 다음 해에 제1 보병사단은 3개의 전차연대와 1개의 전차사단의 대대를 포함하면서 재구성되었고 강화되었다. 1948년, 보병 사단의 편성표와 장비에 123대의 M26 퍼싱 전차와 12대의 M45 자주포가 포함되었다. 1951년 여름에 3개 보병 사단과 제 2 기갑사단이 북대서양조약(NATO)의  한  부분으로 서독으로 배속되었다. 1951년에 한국에서  M26 퍼싱이 사라진 것에 반해, 서독의 전차 부대는 1952-53년에 M47 패튼 전차로 교체될 때까지 사용되었다. 1952-53년 의 보병 사단 기구 와 편성표에는 M26 전차와  M46 패튼 전차를 대체한 135대의 M47 패튼 전차가 포함되었다. 1952년 벨기에군은 상호방위 원조법의 부분으로 무료로 임대한 423대의  M26 퍼싱 전차와 M26A1 퍼싱 전차를 인수하였다. 이 전차들은 주로 제 2,3,4 정찰 연대, 제 7,9,10 기갑 연대, 그리고 제 2,3,5 중전차 대대의 동원 가능한 예비 부대를 장비하기 위해 사용되었다. 그러나 1953년 봄에 M26 퍼싱 전차들은 3달동안 M47 패튼 전차들로 대체되기 전에 활성 부대인 제 1 보병 사단의 제 1 전차 대대에 장비되었다.